# Алигуат
Алигуат (осет. Алигуат); ранее Чешиаг (осет. Чъециаг, груз. ხოდაბულა — Чачинаги) — село в Закавказье. Согласно юрисдикции Южной Осетии, фактически контролирующей село, расположено в Знаурском районе, согласно юрисдикции Грузии — в Карельском муниципалитете.

## География
Расположено к северу от села Корнис.

## Население
Село населено этническими осетинами. В 1987 году — 60 человек.

## Топографические карты
- Лист карты K-38-64 Цхинвали. Масштаб: 1 : 100 000. Состояние местности на 1987 год. Издание 1989 г.